# Telipogon rhombipetalus
Telipogon rhombipetalus är en orkidéart som beskrevs av Charles Schweinfurth. Telipogon rhombipetalus ingår i släktet Telipogon och familjen orkidéer. Inga underarter finns listade i Catalogue of Life.